# لاندا بزغاله
لاندا بزغاله یک ستاره است که در صورت فلکی بزغاله قرار دارد.